# الدوري النرويجي الممتاز 1949–50
الدوري النرويجي الممتاز 1949–50 (بالنرويجية: Hovedserien 1949–50)‏ هو موسم من الدوري النرويجي الممتاز. أشرف على تنظيمه اتحاد النرويج لكرة القدم، وكان عدد الأندية المشاركة فيه 16، وفاز فيه IF Fram Larvik ‏.